# 2006-os labdarúgó-világbajnokság-selejtező (UEFA – 2. csoport)

## Tabella
| Hely. | Csapat      | M  | Gy | D | V  | G+ | G– | Gk  | P  | Továbbjutás                         |     | Ukrajna | Törökország | Dánia | Görögország | Albánia | Grúzia | Kazahsztán |
| ----- | ----------- | -- | -- | - | -- | -- | -- | --- | -- | ----------------------------------- | --- | ------- | ----------- | ----- | ----------- | ------- | ------ | ---------- |
| 1.    | Ukrajna     | 12 | 7  | 4 | 1  | 18 | 7  | +11 | 25 | Kijutott a 2006-os világbajnokságra |     | —       | 0–1         | 1–0   | 1–1         | 2–2     | 2–0    | 2–0        |
| 2.    | Törökország | 12 | 6  | 5 | 1  | 23 | 9  | +14 | 23 | Pótselejtezőn vett részt            |     | 0–3     | —           | 2–2   | 0–0         | 2–0     | 1–1    | 4–0        |
| 3.    | Dánia       | 12 | 6  | 4 | 2  | 24 | 12 | +12 | 22 |                                     |     | 1–1     | 1–1         | —     | 1–0         | 3–1     | 6–1    | 3–0        |
| 4.    | Görögország | 12 | 6  | 3 | 3  | 15 | 9  | +6  | 21 |                                     | 0–1 | 0–0     | 2–1         | —     | 2–0         | 1–0     | 3–1    |            |
| 5.    | Albánia     | 12 | 4  | 1 | 7  | 11 | 20 | −9  | 13 |                                     | 0–2 | 0–1     | 0–2         | 2–1   | —           | 3–2     | 2–1    |            |
| 6.    | Grúzia      | 12 | 2  | 4 | 6  | 14 | 25 | −11 | 10 |                                     | 1–1 | 2–5     | 2–2         | 1–3   | 2–0         | —       | 0–0    |            |
| 7.    | Kazahsztán  | 12 | 0  | 1 | 11 | 6  | 29 | −23 | 1  |                                     | 1–2 | 0–6     | 1–2         | 1–2   | 0–1         | 1–2     | —      |            |

## Eredmények
| 2004. szeptember 4. 20:00 |

| Dánia        | 1–1               | Ukrajna    |
| ------------ | ----------------- | ---------- |
| Jørgensen 9' | (1–0) Jegyzőkönyv | Huszin 56' |

| Parken Stadion, Koppenhága Nézőszám: 36 335 Játékvezető: Urs Meier (svájci) |

| 2004. szeptember 4. 20:00 |

| Törökország | 1–1               | Grúzia        |
| ----------- | ----------------- | ------------- |
| Tekke 49'   | (0–0) Jegyzőkönyv | Aszatiani 85' |

| Trabzon Hüseyin Avni Aker Stadion, Trabzon Nézőszám: 10 169 Játékvezető: Luis Medina Cantalejo (spanyol) |

| 2004. szeptember 4. 20:45 |

| Albánia             | 2–1               | Görögország      |
| ------------------- | ----------------- | ---------------- |
| Murati 2' Aliaj 11' | (2–1) Jegyzőkönyv | Janakópulosz 38' |

| Qemal Stafa, Tirana Nézőszám: 25 800 Játékvezető: Eduardo Iturralde González (spanyol) |

| 2004. szeptember 8. 20:00 |

| Grúzia                       | 2–0               | Albánia |
| ---------------------------- | ----------------- | ------- |
| Iasvili 15' Demetradze 90+1' | (1–0) Jegyzőkönyv |         |

| Mikheil Meskhi Stadion, Tbiliszi Nézőszám: 20 000 Játékvezető: Mark Courtney (északír) |

| 2004. szeptember 8. 21:00 |

| Kazahsztán    | 1–2               | Ukrajna               |
| ------------- | ----------------- | --------------------- |
| Karpovics 34' | (1–1) Jegyzőkönyv | Bjelik 14' Rotany 90' |

| Almaty Central Stadium, Almaty Nézőszám: 23 000 Játékvezető: Pedro Proença (portugál) |

| 2004. szeptember 8. 21:45 |

| Görögország | 0–0         | Törökország |
| ----------- | ----------- | ----------- |
|             | Jegyzőkönyv |             |

| Karaiskakis Stadium, Pireusz Nézőszám: 32 182 Játékvezető: Anders Frisk (svéd) |

| 2004. október 9. 19:15 |

| Ukrajna       | 1–1               | Görögország  |
| ------------- | ----------------- | ------------ |
| Sevcsenko 48' | (0–0) Jegyzőkönyv | Ciártasz 83' |

| Olimpiai Sportkomplexum, Kijev Nézőszám: 56 000 Játékvezető: Manuel Mejuto González (spanyol) |

| 2004. október 9. 20:00 |

| Törökország                            | 4–0               | Kazahsztán |
| -------------------------------------- | ----------------- | ---------- |
| Gökdeniz 17' Nihat 50' Tekke 90' 90+3' | (1–0) Jegyzőkönyv |            |

| Şükrü Saracoğlu Stadion, Istanbul Nézőszám: 39 900 Játékvezető: Vladimír Hriňák (szlovák) |

| 2004. október 9. 20:45 |

| Albánia | 0–2               | Dánia                      |
| ------- | ----------------- | -------------------------- |
|         | (0–0) Jegyzőkönyv | Jørgensen 52' Tomasson 72' |

| Qemal Stafa, Tirana Nézőszám: 18 500 Játékvezető: Yuri Baskakov (orosz) |

| 2004. október 13. 19:15 |

| Ukrajna                  | 2–0               | Grúzia |
| ------------------------ | ----------------- | ------ |
| Bjelik 12' Sevcsenko 79' | (1–0) Jegyzőkönyv |        |

| Ukraina Stadium, Lviv Nézőszám: 28 000 Játékvezető: Wolfgang Stark (német) |

| 2004. október 13. 20:00 |

| Kazahsztán | 0–1               | Albánia   |
| ---------- | ----------------- | --------- |
|            | (0–0) Jegyzőkönyv | Bushi 61' |

| Almati Központi Stadion, Almati Nézőszám: 12 300 Játékvezető: Fritz Stuchlik (osztrák) |

| 2004. október 13. 20:00 |

| Dánia                   | 1–1               | Törökország |
| ----------------------- | ----------------- | ----------- |
| Tomasson 27' (11-esből) | (1–0) Jegyzőkönyv | Nihat 70'   |

| Parken Stadion, Koppenhága Nézőszám: 41 331 Játékvezető: Massimo De Santis (olasz) |

| 2004. november 17. 20:30 |

| Törökország | 0–3               | Ukrajna                      |
| ----------- | ----------------- | ---------------------------- |
|             | (0–2) Jegyzőkönyv | Huszjev 8' Sevcsenko 17' 88' |

| Şükrü Saracoğlu Stadion, Isztambul Nézőszám: 40 486 Játékvezető: Lucílio Batista (portugál) |

| 2004. november 17. 21:00 |

| Grúzia                       | 2–2               | Dánia           |
| ---------------------------- | ----------------- | --------------- |
| Demetradze 33' Aszatiani 76' | (1–1) Jegyzőkönyv | Tomasson 7' 64' |

| Miheil Meszhisz Stadion, Tbiliszi Nézőszám: 20 000 Játékvezető: Darko Čeferin (szlovén) |

| 2004. november 17. 21:30 |

| Görögország                        | 3–1               | Kazahsztán  |
| ---------------------------------- | ----------------- | ----------- |
| Harisztéasz 24' 46' Kacuránisz 85' | (1–0) Jegyzőkönyv | Baltiev 88' |

| Karaiszkákisz stadion, Pireusz Nézőszám: 31 838 Játékvezető: Kosztadin Kosztadinov (bolgár) |

| 2005. február 9. 19:45 |

| Albánia | 0–2               | Ukrajna               |
| ------- | ----------------- | --------------------- |
|         | (0–1) Jegyzőkönyv | Ruszol 40' Huszin 59' |

| Qemal Stafa, Tirana Nézőszám: 12 000 Játékvezető: Stephen Bennett (angol) |

| 2005. február 9. 21:30 |

| Görögország                             | 2–1               | Dánia         |
| --------------------------------------- | ----------------- | ------------- |
| Zagorákisz 25' Baszinász 32' (11-esből) | (2–0) Jegyzőkönyv | Rommedahl 46' |

| Karaiszkákisz stadion, Pireusz Nézőszám: 32 430 Játékvezető: Pierluigi Collina (olasz) |

| 2005. március 26. 20:00 | Törökország                              | 2 – 0               | Albánia | BJK İnönü Stadion, Isztambul Nézőszám: 32,000 Játékvezető: Konrad Plautz (Ausztria) |
| 2005. március 26. 20:00 | Necati 3' (11-esből) Yıldıray Baştürk 5' | 2 – 0 (Jegyzőkönyv) |         | BJK İnönü Stadion, Isztambul Nézőszám: 32,000 Játékvezető: Konrad Plautz (Ausztria) |

| 2005. március 26. 20:00 | Dánia                         | 3 – 0               | Kazahsztán | Parken Stadion, Koppenhága Nézőszám: 20,980 Játékvezető: Grzegorz Gilewski (Lengyelország) |
| 2005. március 26. 20:00 | Møller 10' 48' C. Poulsen 33' | 2 – 0 (Jegyzőkönyv) |            | Parken Stadion, Koppenhága Nézőszám: 20,980 Játékvezető: Grzegorz Gilewski (Lengyelország) |

| 2005. március 26. 20:30 | Grúzia        | 1 – 3               | Görögország                               | Miheil Meszhisz Stadion, Tbiliszi Nézőszám: 23,000 Játékvezető: Roberto Rosetti (Olaszország) |
| 2005. március 26. 20:30 | Aszatiani 22' | 1 – 2 (Jegyzőkönyv) | Kapszísz 43' Vrízasz 44' Janakópulosz 53' | Miheil Meszhisz Stadion, Tbiliszi Nézőszám: 23,000 Játékvezető: Roberto Rosetti (Olaszország) |

| 2005. március 30. 19:15 | Ukrajna      | 1 – 0               | Dánia | Olimpiai Sportkomplexum, Kijev Nézőszám: 60,000 Játékvezető: Ľuboš Micheľ (Szlovákia) |
| 2005. március 30. 19:15 | Voronyin 68' | 0 – 0 (Jegyzőkönyv) |       | Olimpiai Sportkomplexum, Kijev Nézőszám: 60,000 Játékvezető: Ľuboš Micheľ (Szlovákia) |

| 2005. március 30. 20:30 | Grúzia                        | 2 – 5               | Törökország                                  | Miheil Meszhisz Stadion, Tbiliszi Nézőszám: 10,000 Játékvezető: Terje Hauge (Norvégia) |
| 2005. március 30. 20:30 | Amiszulasvili 13' Iasvili 40' | 2 – 3 (Jegyzőkönyv) | Tolga 12' Tekke 20' 35' Koray 72' Tuncay 89' | Miheil Meszhisz Stadion, Tbiliszi Nézőszám: 10,000 Játékvezető: Terje Hauge (Norvégia) |

| 2005. március 30. 21:30 | Görögország                     | 2 – 0               | Albánia | Karaiszkákisz-stadion, Pireusz Nézőszám: 31,700 Játékvezető: Bertrand Layec (Franciaország) |
| 2005. március 30. 21:30 | Harisztéasz 33' Karangúnisz 84' | 1 – 0 (Jegyzőkönyv) |         | Karaiszkákisz-stadion, Pireusz Nézőszám: 31,700 Játékvezető: Bertrand Layec (Franciaország) |

| 2005. június 4. 19:15 | Ukrajna                          | 2 – 0               | Kazahsztán | Olimpiai Sportkomplexum, Kijev Nézőszám: 45,000 Játékvezető: Gerald Lehner (Ausztria) |
| 2005. június 4. 19:15 | Sevcsenko 18' Avgyeev 83' (ö.g.) | 1 – 0 (Jegyzőkönyv) |            | Olimpiai Sportkomplexum, Kijev Nézőszám: 45,000 Játékvezető: Gerald Lehner (Ausztria) |

| 2005. június 4. 20:30 | Albánia               | 3 – 2               | Grúzia                     | Qemal Stafa, Tirana Nézőszám: 0 Játékvezető: Alexandru Dan Tudor (Románia) |
| 2005. június 4. 20:30 | Tare 6' 56' Skela 33' | 2 – 0 (Jegyzőkönyv) | Burduli 85' Kobiasvili 94' | Qemal Stafa, Tirana Nézőszám: 0 Játékvezető: Alexandru Dan Tudor (Románia) |

| 2005. június 4. 21:00 | Törökország         | 0 – 0 | Görögország | BJK İnönü Stadion, Isztambul Nézőszám: 26,700 Játékvezető: Markus Merk (Németország) |
| 2005. június 4. 21:00 | 0 – 0 (Jegyzőkönyv) |       |             | BJK İnönü Stadion, Isztambul Nézőszám: 26,700 Játékvezető: Markus Merk (Németország) |

| 2005. június 8. 20:00 | Dánia                       | 3 – 1               | Albánia     | Parken Stadion, Koppenhága Nézőszám: 26,366 Játékvezető: Peter Fröjdfeldt (Svédország) |
| 2005. június 8. 20:00 | Larsen 5' 47' Jørgensen 55' | 1 – 0 (Jegyzőkönyv) | Bogdani 73' | Parken Stadion, Koppenhága Nézőszám: 26,366 Játékvezető: Peter Fröjdfeldt (Svédország) |

| 2005. június 8. 21:00 | Kazahsztán | 0 – 6               | Törökország                                                 | Almati Központi Stadion, Almati Nézőszám: 20,000 Játékvezető: Kassai Viktor (Magyarország) |
| 2005. június 8. 21:00 |            | 0 – 3 (Jegyzőkönyv) | Tekke 13' 85' Toraman 15' Tuncay 41' 90' Halil Altıntop 88' | Almati Központi Stadion, Almati Nézőszám: 20,000 Játékvezető: Kassai Viktor (Magyarország) |

| 2005. június 8. 21:30 | Görögország | 0 – 1               | Ukrajna    | Karaiszkákisz-stadion, Pireusz Nézőszám: 33,500 Játékvezető: René Temmink (Hollandia) |
| 2005. június 8. 21:30 |             | 0 – 0 (Jegyzőkönyv) | Huszin 82' | Karaiszkákisz-stadion, Pireusz Nézőszám: 33,500 Játékvezető: René Temmink (Hollandia) |

| 2005. augusztus 17. 18:00 | Kazahsztán      | 1 – 2         | Grúzia             | Almati Központi Stadion, Almati Nézőszám: 9,000 Játékvezető: Richard Havrilla (Szlovákia) |
| 2005. augusztus 17. 18:00 | Kenzsehanov 23' | (Jegyzőkönyv) | Demetradze 50' 82' | Almati Központi Stadion, Almati Nézőszám: 9,000 Játékvezető: Richard Havrilla (Szlovákia) |

| 2005. szeptember 3. 20:00 | Albánia                | 2 – 1               | Kazahsztán   | Qemal Stafa, Tirana Nézőszám: 3,000 Játékvezető: Krzysztof Słupik (Lengyelország) |
| 2005. szeptember 3. 20:00 | Myrtaj 53' Bogdani 56' | 0 – 0 (Jegyzőkönyv) | Nizovcev 62' | Qemal Stafa, Tirana Nézőszám: 3,000 Játékvezető: Krzysztof Słupik (Lengyelország) |

| 2005. szeptember 3. 20:15 | Grúzia        | 1 – 1               | Ukrajna    | Miheil Meszhisz Stadion, Tbiliszi Nézőszám: 0 Játékvezető: Tom Henning Øvrebø (Norvégia) |
| 2005. szeptember 3. 20:15 | Gahokidze 89' | 0 – 1 (Jegyzőkönyv) | Rotany 43' | Miheil Meszhisz Stadion, Tbiliszi Nézőszám: 0 Játékvezető: Tom Henning Øvrebø (Norvégia) |

| 2005. szeptember 3. 21:00 | Törökország        | 2 – 2               | Dánia                    | BJK İnönü Stadion, Isztambul Nézőszám: 29,721 Játékvezető: Manuel Mejuto González (Spanyolország) |
| 2005. szeptember 3. 21:00 | Okan 47' Tümer 80' | 0 – 1 (Jegyzőkönyv) | C. Jensen 40' Larsen 93' | BJK İnönü Stadion, Isztambul Nézőszám: 29,721 Játékvezető: Manuel Mejuto González (Spanyolország) |

| 2005. szeptember 7. 19:00 | Kazahsztán         | 1 – 2               | Görögország                       | Almati Központi Stadion, Almati Nézőszám: 18,000 Játékvezető: Alexandru Dan Tudor (Románia) |
| 2005. szeptember 7. 19:00 | Zsalmagambetov 53' | 0 – 0 (Jegyzőkönyv) | Janakópulosz 78' Liberópulosz 94' | Almati Központi Stadion, Almati Nézőszám: 18,000 Játékvezető: Alexandru Dan Tudor (Románia) |

| 2005. szeptember 7. 19:15 | Ukrajna | 0 – 1               | Törökország | Olimpiai Sportkomplexum, Kijev Nézőszám: 67,000 Játékvezető: Alain Sars (Franciaország) |
| 2005. szeptember 7. 19:15 |         | 0 – 0 (Jegyzőkönyv) | Tümer 55'   | Olimpiai Sportkomplexum, Kijev Nézőszám: 67,000 Játékvezető: Alain Sars (Franciaország) |

| 2005. szeptember 7. 20:00 | Dánia                                                              | 6 – 1               | Grúzia         | Parken Stadion, Koppenhága Nézőszám: 27,177 Játékvezető: Emil Bozinovski (Macedónia) |
| 2005. szeptember 7. 20:00 | C. Jensen 10' C. Poulsen 30' Agger 43' Tomasson 55' Larsen 80' 84' | 3 – 1 (Jegyzőkönyv) | Demetradze 37' | Parken Stadion, Koppenhága Nézőszám: 27,177 Játékvezető: Emil Bozinovski (Macedónia) |

| 2005. október 8. 19:15 | Ukrajna                  | 2 – 2               | Albánia         | Meteor Stadion, Dnipropetrovszk Nézőszám: 24,000 Játékvezető: Johan Verbist (Belgium) |
| 2005. október 8. 19:15 | Sevcsenko 45' Rotany 86' | 1 – 0 (Jegyzőkönyv) | Bogdani 75' 83' | Meteor Stadion, Dnipropetrovszk Nézőszám: 24,000 Játékvezető: Johan Verbist (Belgium) |

| 2005. október 8. 20:00 | Dánia         | 1 – 0               | Görögország | Parken Stadion, Koppenhága Nézőszám: 42,099 Játékvezető: Frank De Bleeckere (Belgium) |
| 2005. október 8. 20:00 | Gravgaard 40' | 1 – 0 (Jegyzőkönyv) |             | Parken Stadion, Koppenhága Nézőszám: 42,099 Játékvezető: Frank De Bleeckere (Belgium) |

| 2005. október 8. 20:00 | Grúzia              | 0 – 0 | Kazahsztán | Borisz Paicsadze Stadion, Tbiliszi Nézőszám: 0 Játékvezető: Jouni Hyytiä (Finnország) |
| 2005. október 8. 20:00 | 0 – 0 (Jegyzőkönyv) |       |            | Borisz Paicsadze Stadion, Tbiliszi Nézőszám: 0 Játékvezető: Jouni Hyytiä (Finnország) |

| 2005. október 12. | Albánia | 0 – 1               | Törökország | Qemal Stafa, Tirana Nézőszám: 8,000 Játékvezető: Arturo Daudén Ibáñez (Spanyolország) |
| 2005. október 12. |         | 0 – 0 (Jegyzőkönyv) | Tümer 58'   | Qemal Stafa, Tirana Nézőszám: 8,000 Játékvezető: Arturo Daudén Ibáñez (Spanyolország) |

| 2005. október 12. 19:00 | Görögország      | 1 – 0               | Grúzia | Karaiszkákisz-stadion, Pireusz Nézőszám: 28,186 Játékvezető: Matteo Trefoloni (Olaszország) |
| 2005. október 12. 19:00 | Papadópulosz 17' | 1 – 0 (Jegyzőkönyv) |        | Karaiszkákisz-stadion, Pireusz Nézőszám: 28,186 Játékvezető: Matteo Trefoloni (Olaszország) |

| 2005. október 12. 22:00 | Kazahsztán | 1 – 2               | Dánia                      | Almati Központi Stadion, Almati Nézőszám: 8,050 Játékvezető: Edo Trivković (Horvátország) |
| 2005. október 12. 22:00 | Kucsma 86' | 0 – 1 (Jegyzőkönyv) | Gravgaard 46' Tomasson 49' | Almati Központi Stadion, Almati Nézőszám: 8,050 Játékvezető: Edo Trivković (Horvátország) |